# Bla (Mali)
Bla è un comune rurale del Mali, capoluogo del circondario omonimo, nella regione di Ségou.
Il comune è composto da 16 nuclei abitati:
- Barry
- Bla
- Bankoumana
- Dacoumani
- Diédala
- Farakala
- Kamona
- M'Biéna
- Mamou
- N'Tonina
- Nientia
- Sorofing
- Talla
- Tébéla
- Toukoro
- Wakoro